# Campeonato Carioca de Futebol de 1919
O Campeonato Carioca de Futebol de 1919 foi a 15ª edição desse torneio. A competição foi organizada pela Liga Metropolitana de Desportos Terrestres (LMDT). O Fluminense conquistou seu oitavo título, consagrando-se tricampeão pela primeira vez e recebendo definitivamente a Taça Colombo, destinada ao primeiro clube que conquistasse o campeonato por três edições consecutivas, já que o título de 1907 ficaria sub judice durante décadas.
O campeonato Carioca de 1919 começou no dia 8 de junho, uma semana depois de a Seleção Brasileira ganhar no Rio de Janeiro, o primeiro Campeonato Sul-Americano de sua história, seu primeiro título relevante.
A competição foi disputada por pontos corridos, todos jogando entre si, sem final prevista no seu regulamento.
No jogo que deu o título de forma antecipada ao Fluminense, o estádio de Laranjeiras estava totalmente lotado, inclusive contando com a presença do presidente da República, e mais de 5 mil pessoas ficaram do lado de fora do estádio, sem conseguirem entrar.

## Primeira divisão

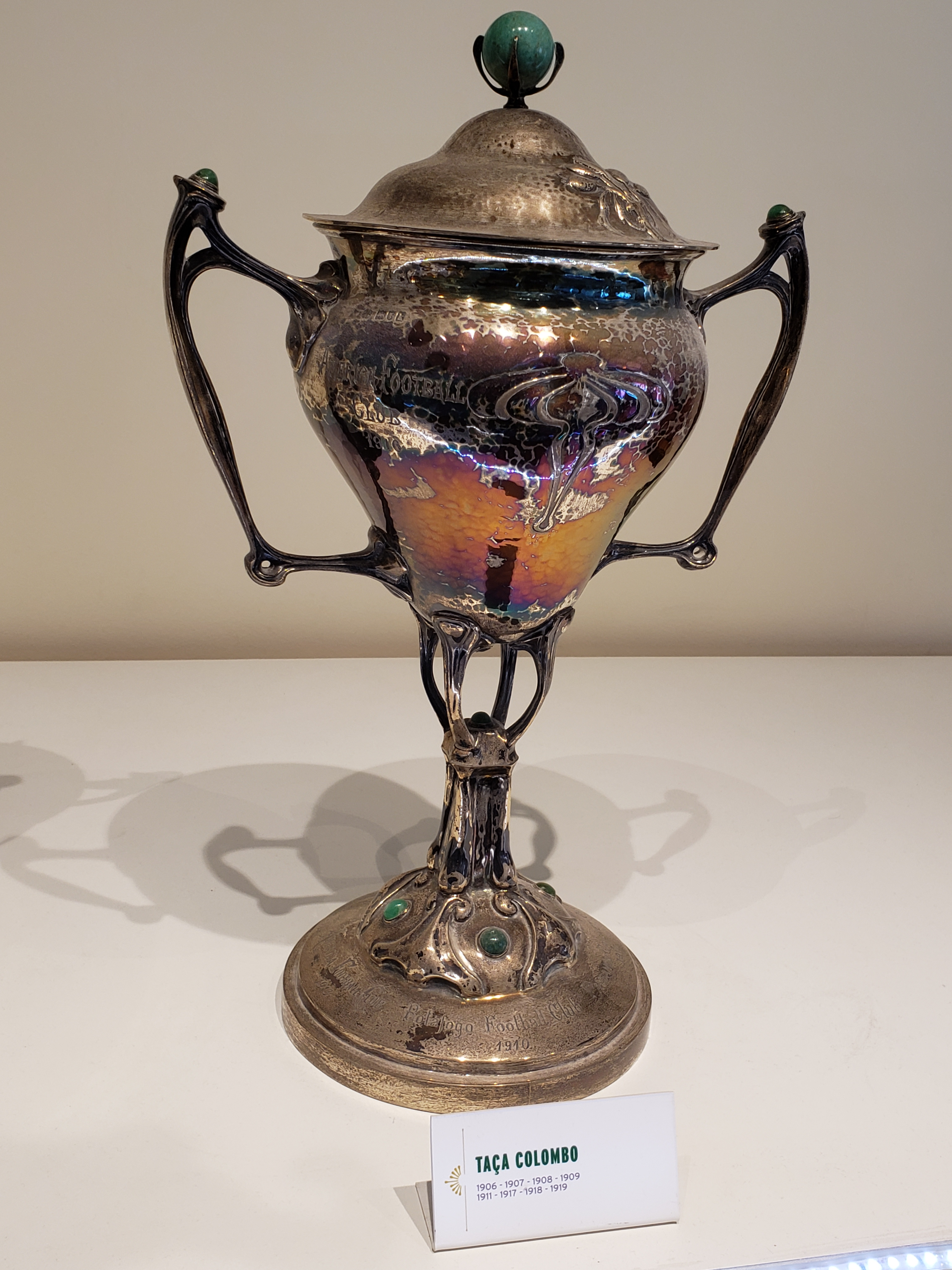
Taça Colombo, a primeira oficial em disputa do Campeonato Carioca.

### Clubes participantes
Esses foram os clubes participantes:
- America Football Club, do bairro da Tijuca, Rio de Janeiro
- Andarahy Athletico Club, do bairro de Vila Isabel, Rio de Janeiro
- Bangu Athletic Club, do bairro de Bangu, Rio de Janeiro
- Botafogo Football Club, do bairro de Botafogo, Rio de Janeiro
- Carioca Football Club, do bairro do Jardim Botânico, Rio de Janeiro
- Club de Regatas do Flamengo, do bairro do Flamengo, Rio de Janeiro
- Fluminense Football Club, do bairro das Laranjeiras, Rio de Janeiro
- Sport Club Mangueira, do bairro da Tijuca, Rio de Janeiro
- São Christóvão Athletico Club, do bairro de São Cristóvão, Rio de Janeiro
- Villa Isabel Futebol Clube, do bairro de Vila Isabel, Rio de Janeiro

## Partida do título
FLUMINENSE 4 x 0 FLAMENGO
- Local: Estádio de Laranjeiras.
- Data: 21/12/1919.
- Árbitro: Eduardo Magalhães.
- Renda: Não disponível.
- Público: 30.000 presentes.
- Gols: Machado 18', Welfare 48', Bachi 61' e Machado 75'.
- FFC: Marcos de Mendonça; Vidal e Othelo; Laís, Oswaldo e Fortes; Mano, Zezé, Welfare, Machado e Bachi. Técnico: Ramón Platero.
- CRF: Lapport; Píndaro e Almeida Netto; Japonês, Sisson e Dino; Carregal, Candiota, Pereira Lima, Sidney e Junqueira. Técnico: Ground Comitee.
- Obs.: Com o tricampeonato Carioca, o Fluminense conquistou em definitivo a Taça Colombo, disputada pelos clubes cariocas desde 1906. Oswaldo Gomes tornou-se o jogador que mais vezes conquistou o Campeonato Carioca, com oito títulos.

### Classificação final
| Classificação | Classificação  | Classificação | Classificação | Classificação | Classificação | Classificação | Classificação | Classificação | Classificação |
| Pos           | Time           | PG            | J             | V             | E             | D             | GP            | GS            | SG            |
| ------------- | -------------- | ------------- | ------------- | ------------- | ------------- | ------------- | ------------- | ------------- | ------------- |
| 1             | Fluminense     | 34            | 18            | 17            | 0             | 1             | 68            | 19            | +49           |
| 2             | Flamengo       | 28            | 18            | 13            | 2             | 3             | 51            | 21            | +30           |
| 3             | Botafogo       | 24            | 18            | 11            | 2             | 5             | 51            | 33            | +18           |
| 4             | São Christóvão | 23            | 18            | 9             | 5             | 4             | 48            | 26            | +22           |
| 5             | Bangu          | 16            | 18            | 8             | 0             | 10            | 24            | 38            | -14           |
| 6             | America        | 15            | 18            | 7             | 1             | 10            | 42            | 38            | +4            |
| 7             | Villa Isabel   | 14            | 18            | 6             | 2             | 10            | 35            | 47            | -12           |
| 8             | Andarahy       | 12            | 18            | 5             | 2             | 11            | 27            | 40            | -13           |
| 9             | Mangueira      | 9             | 18            | 3             | 3             | 12            | 21            | 66            | -45           |
| 10            | Carioca        | 5             | 18            | 1             | 3             | 14            | 24            | 63            | -39           |

| Campeonato Carioca de 1919        |
| Rio de Janeiro                    |
| --------------------------------- |
| FLUMINENSE Tricampeão (8º título) |

### Prova eliminatória
A prova eliminatória foi a disputa entre o último colocado da 1ª divisão (Carioca) e o primeiro colocado da 2ª divisão (Palmeiras) para determinar o clube que disputaria o campeonato do ano seguinte:
| 11 de janeiro de 1920 | Carioca                          | 4 – 1 | Palmeiras       | Laranjeiras, Rio de Janeiro |
|                       | Chiccarino II (2) · Henrique (2) | Jogo anulado pela Metropolitana. O Carioca atuou com jogadores irregulares: Sebastião Pinheiro (Villa) e Horácio Veiga | Nicanor Bahiano | Árbitro: Antônio Miranda    |

| 21 de março de 1920 | Palmeiras                             | 4 – 2 | Carioca        | Campo da Rua Campos Sales, Rio de Janeiro |
|                     | Gonçalo · Nicanor Bahiano (2) · Júlio |       | Mário · Gradim | Árbitro: Henrique Vignal                  |